# Gentianopsis contorta
Gentianopsis contorta är en gentianaväxtart som först beskrevs av John Forbes Royle, och fick sitt nu gällande namn av Yu Chuan Ma. Gentianopsis contorta ingår i släktet strandgentianor, och familjen gentianaväxter. Inga underarter finns listade i Catalogue of Life.